# Parade III ~Respective Tracks of Buck-Tick~
Parade III ~Respective Tracks of Buck-Tick~ é o terceiro álbum de tributo a banda japonesa de rock Buck-Tick, lançado em 29 de janeiro de 2020. Conta com a participação de artistas como Dir en grey, Sid, Shiina Ringo, Granrodeo e etc. A capa do álbum foi desenhada por Aquirax Uno, que também produziu a capa de Razzle Dazzle e uma das capas de Datenshi.

## Recepção
Alcançou a décima ségunda posição nas paradas da Oricon Albums Chart.

## Faixas[4]
| N.º            | Título                           | Cover por                 | Duração |  |
| 1.             | "Iconoclasm"                     | Brahman                   | 2:31    |  |
| 2.             | "Ao no Sekai" (青の世界)         | 88 Kasyo Junrei           | 3:18    |  |
| 3.             | "Keijijou Ryuusei" (形而上流星)  | minus(-) e Fujikawa Chiai | 5:09    |  |
| 4.             | "Tenshi wa Dare da" (天使は誰だ) | GRANRODEO                 | 5:17    |  |
| 5.             | "Jupiter"                        | SID                       | 4:41    |  |
| 6.             | "Lullaby-III"                    | Kokusyoku Sumire          | 4:58    |  |
| 7.             | "Ai no Souretsu" (愛の葬列)      | Der Zibet                 | 5:25    |  |
| 8.             | "Love Me"                        | Cube Juice                | 4:03    |  |
| 9.             | "Uta" (唄)                       | Shiina Ringo              | 3:47    |  |
| 10.            | "National Media Boys"            | Dir en Grey               | 4:22    |  |
| 11.            | "Miu"                            | Miu Sakamoto              | 5:06    |  |
| 12.            | "Aku no Hana" (悪の華)           | GARI                      | 4:59    |  |
| 13.            | "Just One More Kiss"             | Fujimaki Ryota            | 4:41    |  |
| Duração total: | Duração total:                   | Duração total:            | 53:09   |  |